# AASI Fodbold
AASI Fodbold er en underafdeling af Aalborg Studenternes Idrætsforening og blev startet i 1997 af studerende ved Aalborg Universitet. Klubben har to hold; et dame- og et herrehold, men har tidligere haft to af begge. 

## Ekstern henvisning
- AASI fodbolds hjemmeside Arkiveret 23. april 2007 hos  Wayback Machine